# Amblyphymus miniatus
Amblyphymus miniatus är en insektsart som beskrevs av Boris Petrovich Uvarov 1922. Amblyphymus miniatus ingår i släktet Amblyphymus och familjen gräshoppor. Inga underarter finns listade i Catalogue of Life.